# Benjámin Gledura
Benjámin Gledura (* 4. Juli 1999 in Eger) ist ein ungarischer Schachspieler. Seit 2016 trägt er den Titel Großmeister im Schach.

## Karriere
Gledura erhielt den Titel Internationaler Meister im August 2014 von der FIDE zugesprochen. Dem vorausgegangen war unter anderem seine Teilnahme an der U16-Sektion der Jugend-Schacholympiade in Chongqing im Juli 2013.
Seine erste Großmeister-Norm erzielte er im März 2015 durch den Sieg des monatlichen First-Saturday-GM-Turniers in Budapest. Die übrigen Normen holte er durch seine Turnierleistungen im Frühjahr 2016, beginnend mit dem Gibraltar Chess Festival im Februar, dem Karlsruher Grenke Chess Open im März und abschließend mit dem Accentus Young Masters in Bad Ragaz im April. Die Elo-Zahl von 2500 überschritt er bereits im Juli 2015, somit ernannte die FIDE ihn auf ihrem 87. Kongress im September 2016 zum Schachgroßmeister.
Gledura kam bei bisher drei Schacholympiaden zum Einsatz. In Baku 2016 absolvierte er acht Partien als Reservebrett des ungarischen Teams. In Batumi 2018 stellte er das dritte Brett und kam auf acht Einsätze. Nachdem er 2022 aussetzen musste, wurde er für die heimische Schacholympiade in Budapest 2024 in das erste der drei ungarischen Teams berufen und kam wieder als Reservebrett zu zehn Partien.
Zwischen 2017 und 2019 gehörte Gledura zu den zehn besten Junioren. Im Juni 2019 schaffte er es zudem erstmals in die Top 100 der FIDE-Weltrangliste, aus der er ebenso wie Anfang des Jahres 2022 nach wenigen Monaten jedoch wieder ausschied. Seit Oktober 2024 ist er dort längerfristig vertreten und erreichte im Juni 2025 seine bisherige Spitzenplatzierung mit dem 54. Rang.

## Verein
Im deutschen Vereinsschach war er 2018/19 in der 2. Schachbundesliga für die zweite Mannschaft der OSG Baden-Baden im Einsatz. 2022/23 und 2023/24 absolvierte er jeweils drei Partien für den SC Remagen-Sinzig in der Schachbundesliga, ehe er 2024 zu den Schachfreunden Deizisau wechselte, wo er mit zehn Partien zu den Stammspielern gehörte.